# Прядь о Тидранди и Торхалле
«Прядь о Тидранди и Торхалле» (исл. Þiðranda þáttr ok Þórhalls) — произведение исландской средневековой литературы, текст которого сохранился в составе «Книги с Плоского острова» (составлена в 1387—1394 годах). Исследователи полагают, что прядь могла быть записана на рубеже XIII и XIV веков. Её действие происходит в конце X века, накануне крещения Исландии. Главные герои — могущественный хёвдинг Халль с Побережья и его друг Торхалль Ведун. Однажды, будучи в гостях у Халля, Торхалль рассказывает о плохом предчувствии и предупреждает, что в ближайшую ночь никому не стоит выходить из дома. Любимый сын хозяина Тидранди всё же выходит, услышав стук в дверь, и погибает в бою с девятью женщинами в чёрных одеждах. Наутро Торхалль объясняет, что то были дисы, которые, зная о скором приходе христианства, решили напоследок взять дань с исландцев.
Исследователи отмечают, что Торхалль в пряди явно играет роль повествовательного двойника Халля: у двух героев почти идентичные имена, названия их усадеб тоже схожи. Возможно, отсылка к «Пряди о Тидранди и Торхалле» содержится в «Саге о Ньяле», в словах о Тидранди, «про которого рассказывают, что его погубили дисы». Параллели с прядью заметны в «Саге о Гисли», герой которой, принявший христианство, столкнулся с колдовством.